# Marcus Acilius Glabrio (consul en -33)
Pour les articles homonymes, voir Acilius Glabrio.
Marcus Acilius Glabrio est un homme politique de la fin de la République romaine, consul suffect en 33 av. J.-C.

## Famille
Il est membre des Acilii Glabriones, branche de la gens des Acilii. Il est le fils de Manius Acilius Glabrio qui est consul en 67 av. J.-C.,

## Biographie
En 54 av. J.-C., il témoigne en faveur de son oncle Marcus Aemilius Scaurus lors de son procès pour abus de pouvoir durant sa propréture en Sardaigne. Ce dernier est défendu par Cicéron qui prononce sa plaidoirie Pro Aemilio Scauro et est finalement acquitté.
En 33 av. J.-C., il est l'un des quatre consuls suffects qui remplacent Octavien. Il occupe probablement la fonction entre le mois de juillet et le mois d'octobre, succédant à Lucius Flavius et précédant Lucius Vinicius.
En 25 av. J.-C., il devient proconsul de la province romaine d'Afrique.